# 유경국
유경국(1991년 7월 12일 ~ )은 LG 트윈스의 전 야구 선수다.

## 출신 학교
- 광주대성초등학교
- 무등중학교
- 광주동성고등학교

## 등번호
- 64 (2010~2011)
- 72 (2014)
- 67 (2015~2017)

## 같이 보기
- 2010년 LG 트윈스 시즌
- 2016년 LG 트윈스 시즌